# Язловецки замък
Язловецката крепост се намира в село Язловец, Бучацки район, Тернополска област, Украйна и е построен между XIV и XVII век. През XVI век е считан за един от най-добрите в Украйна. 
Язловецката крепост се състои от две части:
- замък, който се намира на най-високата и същевременно най-тясна точка на хълма и
- укрепена стена от края на XVI и началото на XVII век малко по-западно. Тази част включва и дворец, построен през XVII век

Спомената е за първи път в писмени източници през 1436 г. като резиденция на феодала Бучацки. Строежът на крепостта има четири периода:
- XIII – XIV век
- първа половина на XV век (до 1448 г.) – от източната страна са построени нови отбранителни стени
- 1550 – 1556 и 1575 – 1607 – крепостта е укрепена при Юри Язловецки, в източната част е изграден параклис, а на север – двуетажна къща
- 1649 – 1658